# 文斯托夫巴格湖

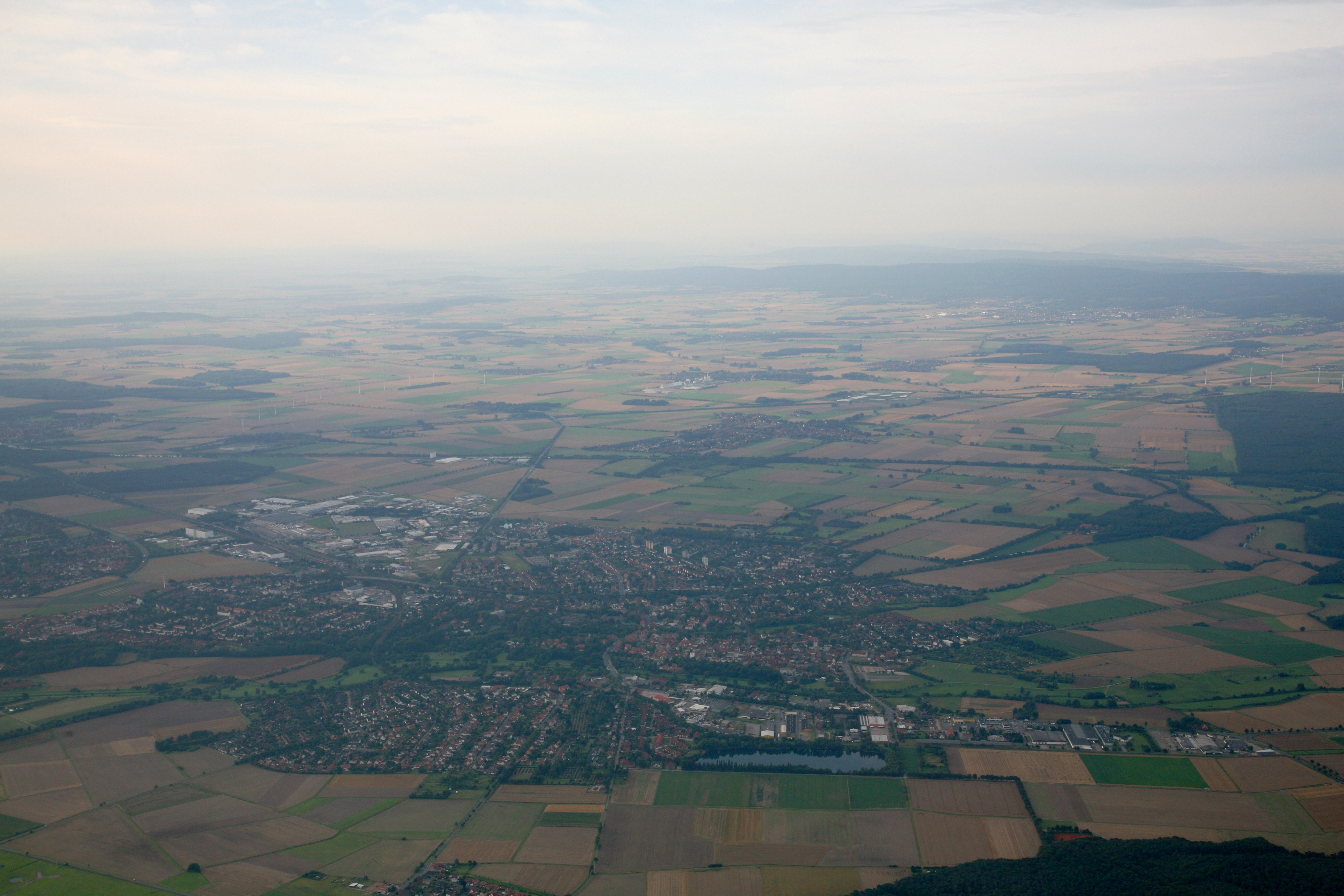
2007年8月，文斯托夫巴格湖鳥瞰圖

52°25′56″N 9°25′00″E / 52.432297°N 9.416592°E
文斯托夫巴格湖（德語：Baggersee Wunstorf），是德國的湖泊，位於該國西北部，由下薩克森州負責管轄，處於文斯托夫北側，長0.5公里、寬0.2公里，面積0.03平方公里。